# John Turner
John Napier Wyndham Turner, PC, CC, QC (7 tháng 6 năm 1929 - 19 tháng 9 năm 2020) là một luật sư người Canada và chính trị gia, người từng là Thủ tướng thứ 17 của tướng Canada từ 30 tháng 6 - 17 tháng 9 năm 1984.
Trong sự nghiệp chính trị của ông, Turner đã đảm nhận nhiều chức vụ nổi bật nội các, trong đó có chức Bộ trưởng Bộ Tư pháp và Bộ trưởng Bộ tài chính, dưới thời Thủ tướng Pierre Trudeau từ năm 1968 đến năm 1975. Trong bối cảnh suy thoái kinh tế thế giới và triển vọng của việc phải thực hiện và kiểm soát giá lương không được lòng dân, thật ngạc nhiên ông lại từ chức vào năm 1975.